# Eastern Kentucky Colonels

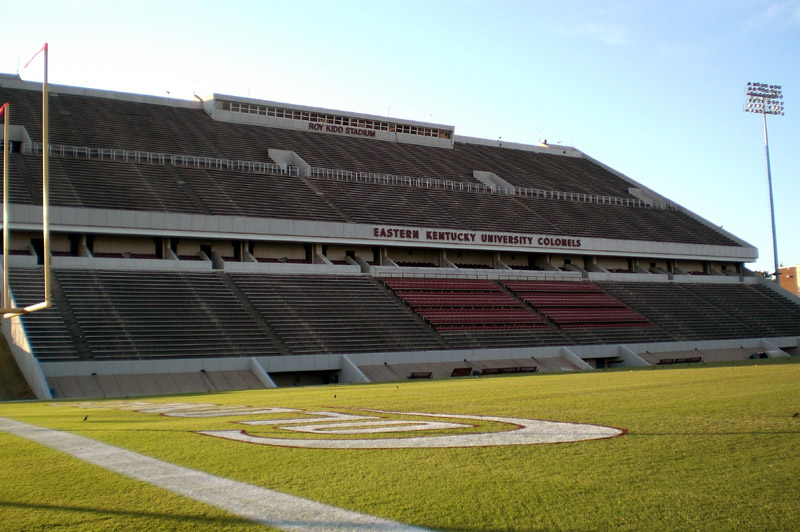
Roy Kidd Stadium.

Eastern Kentucky Colonels (español: Coroneles del Este de Kentucky) es el equipo deportivo de la Universidad de Kentucky Oriental, situada en Richmond, Kentucky. Los equipos de los Colonels participan en las competiciones universitarias organizadas por la NCAA, y forman parte de la ASUN Conference. A partir de 2023, el equipo de fútbol americano competirá en la recién formada United Athletic Conference (UAC). La UAC es una fusión de las ligas de fútbol americano de la ASUN y la Western Athletic Conference.

## Apodo y mascota
El apodo de la universidad desde los años 20 era el de Maroons (en español Granates), en referencia a los colores de la institución. En 1963 el decano del centro decidió que deberían tener una mascota "real", produciéndose un proceso de elección que dio como resultado el apelativo de Colonels.

## Programa deportivo
Los Colonels participan en las siguientes modalidades deportivas:
| - Masculino - Atletismo al aire libre - Atletismo cubierta - Baloncesto - Béisbol - Cross - Fútbol americano - Golf | - Femenino - Atletismo al aire libre - Atletismo cubierta - Baloncesto - Cross - Fútbol - Golf - Sóftbol - Voleibol - Voleibol de playa |

### Baloncesto
El equipo masculino de baloncesto ha ganado en 5 ocasiones el torneo de la Ohio Valley Conference, clasificándose en 7 ocasiones para disputar la fase final de la NCAA, la última de ellas en 2007. Todavía no conoce la victoria en el torneo. 25 de sus jugadores han sido incluidos en alguna ocasión en el Draft de la NBA, aunque únicamente 4 han llegado a jugar en la liga profesional, siendo el más destacado Jim Baechtold, que fue elegido en la segunda posición del Draft de la NBA de 1952, y jugó durante 5 temporadas.

### Fútbol americano
El equipo de fútbol americano ha ganado en 16 ocasiones el título de conferencia, además de ganar 2 veces el Campeonato Nacional de la Division I-AA. A fecha de 2007, llevan 30 temporadas consecutivas con un balance positivo de victorias-derrotas. Un total de 29 de sus jugadores han llegado a jugar en la NFL, de los cuales dos de ellos lo hacen en la actualidad.